# Domus ecclesiae

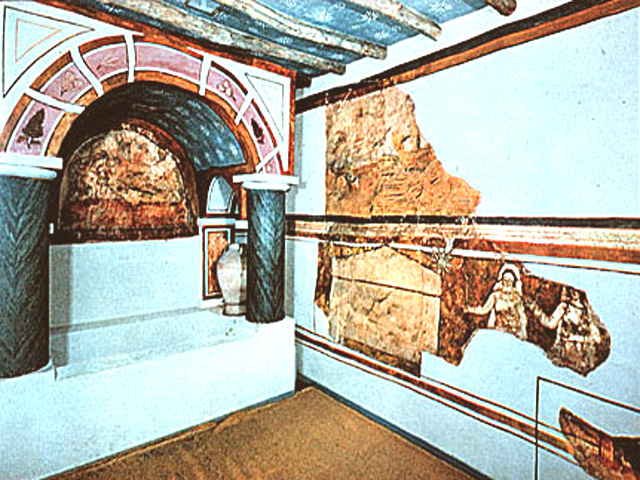
Battistero della domus ecclesiae di Dura Europos.

La domus ecclesiae (termine latino con il significato di "casa dell'assemblea" o "casa della chiesa") era un edificio privato, adattato alla necessità del culto, nella quale si radunavano i primi cristiani in epoca precedente all'editto costantiniano del 313.

## Storia
Tale uso è documentato già nelle lettere di san Paolo, come per la casa di Narcisso, o la casa di Aquila e Prisca sull'Aventino (in corrispondenza dell'attuale chiesa di Santa Prisca).
Nel corso del III secolo si ebbe una prima organizzazione della Chiesa cristiana. Alcune delle domus ecclesiae erano state donate alla Chiesa dai proprietari e divennero i cosiddetti tituli . Nel IV secolo Roma ne contava 25, probabilmente affiancati da altri luoghi di culto privati.
I luoghi di culto cristiani non si distinguevano architettonicamente dai normali edifici di abitazione, sebbene sia possibile che già prima del 312 fossero state costruite appositamente per il culto delle semplici sale.
Sia le domus ecclesiae che i tituli prendevano generalmente il nome dal primitivo proprietario dell'edificio e lo conservarono anche con la costruzione di una vera e propria chiesa in epoca successiva: per esempio il titulus Clementis, in origine proprietà di un certo Clemens, divenne successivamente l'ecclesiae Clementis, o "chiesa di Clemente", e quindi l'attuale Basilica di San Clemente al Laterano.
L'identificazione come luoghi di culto delle abitazioni private che in diversi casi sono state rinvenute sotto le chiese successive (Santi Giovanni e Paolo o titulus Pammachii, Santa Cecilia in Trastevere o titulus Caeciliae, San Martino ai Monti o titulus Equitii, ) è tuttavia resa difficoltosa dalla mancanza di specifiche caratteristiche architettoniche e dall'uso di eventuali decorazioni già appartenenti al repertorio pagano, ma alle quali potrebbe essere stato dato un nuovo significato simbolico in senso cristiano.

### La domus ecclesiae di Dura Europos

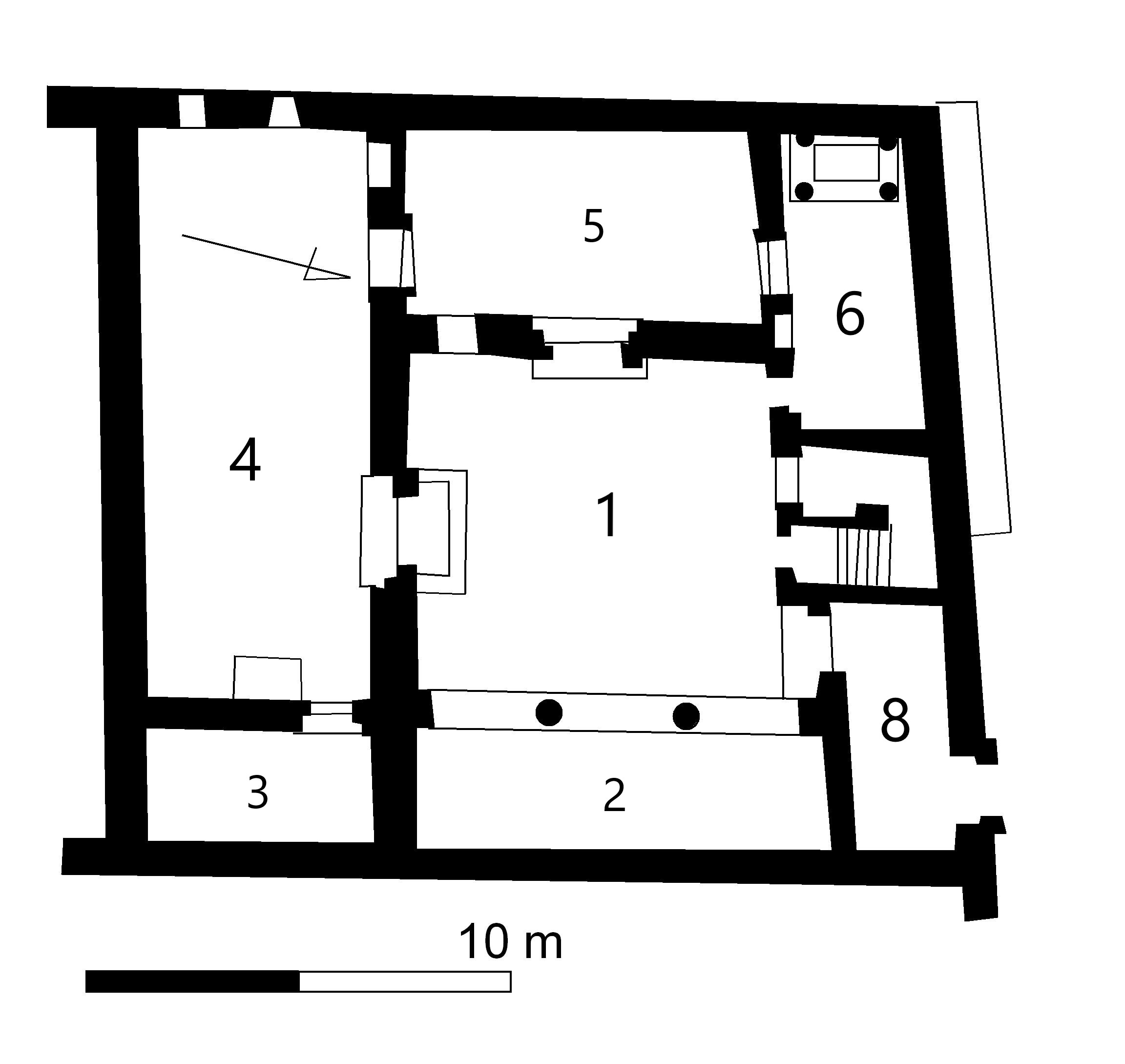
Domus ecclesiae a Dura Europos

Domus ecclesiae sono state rinvenute soprattutto nella parte orientale dell'Impero: di eccezionale importanza è quella di Dura Europos. La città, un crocevia di popoli e religioni diverse (religione ellenica, romana, ebraismo, mitraismo, cristianesimo), fu rasa al suolo nel 256 d.C. e mai più ricostruita. La città fu riscoperta dagli archeologi nel 1920; gli edifici religiosi sono tutti ben conservati. La domus ecclesiae fu ritrovata non lontano dalla Porta di Palmira; grazie a un graffito, databile all'anno 232 può essere definita una delle chiese più antiche del mondo.
L'edificio fa parte di una casa affacciata su una strada lastricata. Si tratta di una struttura a due piani, quello superiore probabilmente utilizzato come abitazione, articolata con una serie di sale intorno ad un cortile centrale. Al piano terra, di fianco all'atrio centrale, si trova una sala più piccola, che immette in un ambiente ancora più angusto. Gli archeologi hanno potuto ricostruire la funzione delle sale: la stanza più grande era la sala della comunità; la sala piccola era un ambiente intermedio che serviva per l'agape; l'ambiente angusto era un battistero per l'iniziazione cristiana. Tale ambiente era l'unico decorato (con scene dell'Antico e del Nuovo Testamento), a riprova che era il cuore dell'edificio.
La chiesa si è potuta conservare nei millenni poiché venne coperta da un bastione.